# Niegocin (województwo mazowieckie)
Niegocin – wieś sołecka w Polsce położona w województwie mazowieckim, w powiecie mławskim, w gminie Lipowiec Kościelny.
W latach 1975–1998 miejscowość administracyjnie należała do województwa ciechanowskiego.
W Niegocinie znajduje się bardzo okazałe drzewo – to lipa drobnolistna o obwodzie pnia 772 cm (najgrubsza lipa w województwie) i wysokości 29 m (pomiary z 2013 roku), posiada ponadto szeroką i kopulastą koronę.
13 listopada 1900 roku w Niegocinie urodził się Klemens Henryk Sokalski